# Carl XVI Gustaf van Zweden
Carl Gustaf Folke Hubertus (Solna, 30 april 1946) (Zweeds: Carl Gustaf Folke Hubertus, Sveriges Konung, Hertig av Jämtland) is sinds 15 september 1973 koning van Zweden onder de naam Carl XVI Gustaf.

Monogram van Carl XVI Gustaf, koning van Zweden

## Jeugd
Carl Gustaf is het vijfde kind en de enige zoon uit het huwelijk van prins Gustaaf Adolf en Sibylla van Saksen-Coburg en Gotha, een dochter van hertog Karel Eduard van Saksen-Coburg en Gotha. Hij heeft vier zussen: Margaretha (1934), Birgitta (1937-2024), Désirée (1938) en Christina (1943). Carl Gustaf is een volle neef van de voormalige Deense koningin Margrethe II. De Nederlandse koningin Juliana, eveneens geboren op 30 april, was een van zijn peetmoeders. Juliana en Carl Gustaf waren bovendien verwant: Juliana's grootmoeder, koningin Emma, was een zuster van Carl Gustafs overgrootmoeder: Helena van Waldeck-Pyrmont, hertogin van Albany. 
Toen hij werd geboren, was zijn overgrootvader Gustaaf V nog koning, zodat er toen voor het eerst in Zweden vier troongeneraties tegelijkertijd in leven waren. Toen zijn vader in 1947 omkwam bij een vliegtuigongeluk bij Kopenhagen, kwam Carl Gustaf op de tweede plaats in de lijn van de troonopvolging te staan, na zijn grootvader, de kroonprins. In 1950, bij het overlijden van zijn overgrootvader, werd hij zelf kroonprins. In een speech in 2005 vertelde Carl Gustaf emotioneel over het feit dat hij opgroeide zonder vader. Aan het hof werd na het vliegtuigongeluk niet meer tegen hem over zijn vader gerept. Pas toen hij zeven jaar oud was, werd hem verteld hoe zijn vader omgekomen was.

## Vorming
Na de middelbare school volgde hij gedurende tweeënhalf jaar een opleiding bij de marine, het leger en de luchtmacht. Carl Gustaf volgde ook colleges in geschiedenis, politicologie, financiële rechten en economie in Stockholm en Uppsala. Hij kreeg speciale opleidingen om hem voor te bereiden op zijn taak als koning van Zweden.

## Huwelijk
De koning huwde op 19 juni 1976 met Silvia Sommerlath, een half Duitse en half Braziliaanse dochter van een zakenman. Ze hadden elkaar in 1972 ontmoet op de Olympische Spelen in München, waar Sommerlath werkzaam was als hostess. Het paar woont op slot Drottningholm; voor hun werk gebruiken ze het koninklijke paleis in Stockholm.
Carl Gustaf en Silvia kregen samen drie kinderen:
- Victoria (14 juli 1977), kroonprinses van Zweden sinds 1 januari 1980, hertogin van Västergötland, trouwde met Daniel Westling (dochter Estelle en zoon Oscar)
- Carl Philip (13 mei 1979), kroonprins van Zweden tot 1 januari 1980, hertog van Värmland, trouwde met Sofia Hellqvist (zonen Alexander, Gabriel en Julian en dochter Ines)
- Madeleine (10 juni 1982), hertogin van Hälsingland en Gästrikland, trouwde met Christopher O'Neill (dochter Leonore, zoon Nicolas en dochter Adrienne)

## Koning van Zweden
Carl Gustaf heeft een ceremoniële rol. In 1979 werd de eis van een mannelijke troonopvolger geschrapt. Vergeefs probeerde Carl Gustaf te bewerkstelligen dat zijn zoon zijn kroonprinselijke titel behield. Die werd bij wet per 1 januari 1980 overgedragen aan zijn oudste kind Victoria. Elk jaar reikt hij de Zweedse Nobelprijzen uit. 
De koning is erg geïnteresseerd in technologie, agrarische cultuur, milieu, handel, industrie en duurzaamheid. 
In eigen land is hij beschermheer van diverse organisaties. Carl Gustaf is een actief lid van de Zweedse scouting. Tevens is hij erevoorzitter van de World Organization of the Scout Movement en doet vaak mee aan nationale en internationale scoutingevenementen. Zo was hij aanwezig op verschillende Wereld Jamborees, waaronder die in 2011 in Zweden. Daar hield hij een toespraak tijdens de slotceremonie. 
Carl Gustaf is beschermheer van de stichting The Natural Step sinds 1989. Hij ondersteunde toen een nationale duurzaamheidscampagne, waarbij ieder huishouden in Zweden werd betrokken. Recenter (februari 2016, Farbfabriken, Stockholm) bevestigde hij de relevantie voor overheid, bedrijfsleven en politiek.

## Ex-vernederlandsing
Het was eeuwenlang gebruik om de namen van staatshoofden en buitenlandse royals in Nederlandstalige literatuur te vernederlandsen. Zo werd de Zweedse koning in Nederlandstalige media ook Karel Gustaaf genoemd.

## Kwartierstaat
| Gustaaf V van Zweden (1858–1950) | Gustaaf V van Zweden (1858–1950) | Gustaaf V van Zweden (1858–1950) | Gustaaf V van Zweden (1858–1950) | Gustaaf V van Zweden (1858–1950)        | Gustaaf V van Zweden (1858–1950)        | Victoria van Baden (1862-1930)          | Victoria van Baden (1862-1930)          | Victoria van Baden (1862-1930)          | Victoria van Baden (1862-1930)          | Victoria van Baden (1862-1930)       | Victoria van Baden (1862-1930)       |                                      |                                      | Arthur van Connaught en Strathearn (1850-1942) | Arthur van Connaught en Strathearn (1850-1942) | Arthur van Connaught en Strathearn (1850-1942) | Arthur van Connaught en Strathearn (1850-1942) | Arthur van Connaught en Strathearn (1850-1942) | Arthur van Connaught en Strathearn (1850-1942) | Louise Margaretha van Pruisen (1860-1917) | Louise Margaretha van Pruisen (1860-1917) | Louise Margaretha van Pruisen (1860-1917) | Louise Margaretha van Pruisen (1860-1917) | Louise Margaretha van Pruisen (1860-1917) | Louise Margaretha van Pruisen (1860-1917) |                                 |                                 | Leopold van Albany (1853-1884)  | Leopold van Albany (1853-1884)  | Leopold van Albany (1853-1884) | Leopold van Albany (1853-1884) | Leopold van Albany (1853-1884)                      | Leopold van Albany (1853-1884)                      | Helena van Waldeck-Pyrmont (1861-1922)              | Helena van Waldeck-Pyrmont (1861-1922)              | Helena van Waldeck-Pyrmont (1861-1922)              | Helena van Waldeck-Pyrmont (1861-1922)              | Helena van Waldeck-Pyrmont (1861-1922)         | Helena van Waldeck-Pyrmont (1861-1922)         |                                                |                                                | Frederik Ferdinand van Sleeswijk- Holstein-Sonderburg-Glücksburg (1855-1934) | Frederik Ferdinand van Sleeswijk- Holstein-Sonderburg-Glücksburg (1855-1934) | Frederik Ferdinand van Sleeswijk- Holstein-Sonderburg-Glücksburg (1855-1934) | Frederik Ferdinand van Sleeswijk- Holstein-Sonderburg-Glücksburg (1855-1934) | Frederik Ferdinand van Sleeswijk- Holstein-Sonderburg-Glücksburg (1855-1934) | Frederik Ferdinand van Sleeswijk- Holstein-Sonderburg-Glücksburg (1855-1934) | Caroline Mathilde van Sleeswijk-Holstein-Sonderburg-Augustenburg (1860-1932) | Caroline Mathilde van Sleeswijk-Holstein-Sonderburg-Augustenburg (1860-1932) | Caroline Mathilde van Sleeswijk-Holstein-Sonderburg-Augustenburg (1860-1932) | Caroline Mathilde van Sleeswijk-Holstein-Sonderburg-Augustenburg (1860-1932) | Caroline Mathilde van Sleeswijk-Holstein-Sonderburg-Augustenburg (1860-1932) | Caroline Mathilde van Sleeswijk-Holstein-Sonderburg-Augustenburg (1860-1932) |  |  |  |  |  |  |  |  |  |  |  |  |  |  |  |  |  |  |  |  |  |  |  |  |  |  |  |  |  |  |  |  |  |  |  |  |  |  |  |  |  |  |  |  |  |  |  |  |
| Gustaaf V van Zweden (1858–1950) | Gustaaf V van Zweden (1858–1950) | Gustaaf V van Zweden (1858–1950) | Gustaaf V van Zweden (1858–1950) | Gustaaf V van Zweden (1858–1950)        | Gustaaf V van Zweden (1858–1950)        | Victoria van Baden (1862-1930)          | Victoria van Baden (1862-1930)          | Victoria van Baden (1862-1930)          | Victoria van Baden (1862-1930)          | Victoria van Baden (1862-1930)       | Victoria van Baden (1862-1930)       |                                      |                                      | Arthur van Connaught en Strathearn (1850-1942) | Arthur van Connaught en Strathearn (1850-1942) | Arthur van Connaught en Strathearn (1850-1942) | Arthur van Connaught en Strathearn (1850-1942) | Arthur van Connaught en Strathearn (1850-1942) | Arthur van Connaught en Strathearn (1850-1942) | Louise Margaretha van Pruisen (1860-1917) | Louise Margaretha van Pruisen (1860-1917) | Louise Margaretha van Pruisen (1860-1917) | Louise Margaretha van Pruisen (1860-1917) | Louise Margaretha van Pruisen (1860-1917) | Louise Margaretha van Pruisen (1860-1917) |                                 |                                 | Leopold van Albany (1853-1884)  | Leopold van Albany (1853-1884)  | Leopold van Albany (1853-1884) | Leopold van Albany (1853-1884) | Leopold van Albany (1853-1884)                      | Leopold van Albany (1853-1884)                      | Helena van Waldeck-Pyrmont (1861-1922)              | Helena van Waldeck-Pyrmont (1861-1922)              | Helena van Waldeck-Pyrmont (1861-1922)              | Helena van Waldeck-Pyrmont (1861-1922)              | Helena van Waldeck-Pyrmont (1861-1922)         | Helena van Waldeck-Pyrmont (1861-1922)         |                                                |                                                | Frederik Ferdinand van Sleeswijk- Holstein-Sonderburg-Glücksburg (1855-1934) | Frederik Ferdinand van Sleeswijk- Holstein-Sonderburg-Glücksburg (1855-1934) | Frederik Ferdinand van Sleeswijk- Holstein-Sonderburg-Glücksburg (1855-1934) | Frederik Ferdinand van Sleeswijk- Holstein-Sonderburg-Glücksburg (1855-1934) | Frederik Ferdinand van Sleeswijk- Holstein-Sonderburg-Glücksburg (1855-1934) | Frederik Ferdinand van Sleeswijk- Holstein-Sonderburg-Glücksburg (1855-1934) | Caroline Mathilde van Sleeswijk-Holstein-Sonderburg-Augustenburg (1860-1932) | Caroline Mathilde van Sleeswijk-Holstein-Sonderburg-Augustenburg (1860-1932) | Caroline Mathilde van Sleeswijk-Holstein-Sonderburg-Augustenburg (1860-1932) | Caroline Mathilde van Sleeswijk-Holstein-Sonderburg-Augustenburg (1860-1932) | Caroline Mathilde van Sleeswijk-Holstein-Sonderburg-Augustenburg (1860-1932) | Caroline Mathilde van Sleeswijk-Holstein-Sonderburg-Augustenburg (1860-1932) |  |  |  |  |  |  |  |  |  |  |  |  |  |  |  |  |  |  |  |  |  |  |  |  |  |  |  |  |  |  |  |  |  |  |  |  |  |  |  |  |  |  |  |  |  |  |  |  |
|                                  |                                  |                                  |                                  |                                         |                                         |                                         |                                         |                                         |                                         |                                      |                                      |                                      |                                      |                                                |                                                |                                                |                                                |                                                |                                                |                                           |                                           |                                           |                                           |                                           |                                           |                                 |                                 |                                 |                                 |                                |                                |                                                     |                                                     |                                                     |                                                     |                                                     |                                                     |                                                |                                                |                                                |                                                |                                                                              |                                                                              |                                                                              |                                                                              |                                                                              |                                                                              |                                                                              |                                                                              |                                                                              |                                                                              |                                                                              |                                                                              |  |  |  |  |  |  |  |  |  |  |  |  |  |  |  |  |  |  |  |  |  |  |  |  |  |  |  |  |  |  |  |  |  |  |  |  |  |  |  |  |  |  |  |  |  |  |  |  |
|                                  |                                  |                                  |                                  | Gustaaf VI Adolf van Zweden (1882–1973) | Gustaaf VI Adolf van Zweden (1882–1973) | Gustaaf VI Adolf van Zweden (1882–1973) | Gustaaf VI Adolf van Zweden (1882–1973) | Gustaaf VI Adolf van Zweden (1882–1973) | Gustaaf VI Adolf van Zweden (1882–1973) |                                      |                                      |                                      |                                      |                                                |                                                | Margaretha van Connaught (1882-1920)           | Margaretha van Connaught (1882-1920)           | Margaretha van Connaught (1882-1920)           | Margaretha van Connaught (1882-1920)           | Margaretha van Connaught (1882-1920)      | Margaretha van Connaught (1882-1920)      |                                           |                                           |                                           |                                           |                                 |                                 |                                 |                                 |                                |                                | Karel Eduard van Saksen-Coburg en Gotha (1884-1954) | Karel Eduard van Saksen-Coburg en Gotha (1884-1954) | Karel Eduard van Saksen-Coburg en Gotha (1884-1954) | Karel Eduard van Saksen-Coburg en Gotha (1884-1954) | Karel Eduard van Saksen-Coburg en Gotha (1884-1954) | Karel Eduard van Saksen-Coburg en Gotha (1884-1954) |                                                |                                                |                                                |                                                |                                                                              |                                                                              | Victoria Adelheid van Sleeswijk- Holstein-Sonderburg-Glücksburg (1885-1970)  | Victoria Adelheid van Sleeswijk- Holstein-Sonderburg-Glücksburg (1885-1970)  | Victoria Adelheid van Sleeswijk- Holstein-Sonderburg-Glücksburg (1885-1970)  | Victoria Adelheid van Sleeswijk- Holstein-Sonderburg-Glücksburg (1885-1970)  | Victoria Adelheid van Sleeswijk- Holstein-Sonderburg-Glücksburg (1885-1970)  | Victoria Adelheid van Sleeswijk- Holstein-Sonderburg-Glücksburg (1885-1970)  |                                                                              |                                                                              |                                                                              |                                                                              |  |  |  |  |  |  |  |  |  |  |  |  |  |  |  |  |  |  |  |  |  |  |  |  |  |  |  |  |  |  |  |  |  |  |  |  |  |  |  |  |  |  |  |  |  |  |  |  |
|                                  |                                  |                                  |                                  | Gustaaf VI Adolf van Zweden (1882–1973) | Gustaaf VI Adolf van Zweden (1882–1973) | Gustaaf VI Adolf van Zweden (1882–1973) | Gustaaf VI Adolf van Zweden (1882–1973) | Gustaaf VI Adolf van Zweden (1882–1973) | Gustaaf VI Adolf van Zweden (1882–1973) |                                      |                                      |                                      |                                      |                                                |                                                | Margaretha van Connaught (1882-1920)           | Margaretha van Connaught (1882-1920)           | Margaretha van Connaught (1882-1920)           | Margaretha van Connaught (1882-1920)           | Margaretha van Connaught (1882-1920)      | Margaretha van Connaught (1882-1920)      |                                           |                                           |                                           |                                           |                                 |                                 |                                 |                                 |                                |                                | Karel Eduard van Saksen-Coburg en Gotha (1884-1954) | Karel Eduard van Saksen-Coburg en Gotha (1884-1954) | Karel Eduard van Saksen-Coburg en Gotha (1884-1954) | Karel Eduard van Saksen-Coburg en Gotha (1884-1954) | Karel Eduard van Saksen-Coburg en Gotha (1884-1954) | Karel Eduard van Saksen-Coburg en Gotha (1884-1954) |                                                |                                                |                                                |                                                |                                                                              |                                                                              | Victoria Adelheid van Sleeswijk- Holstein-Sonderburg-Glücksburg (1885-1970)  | Victoria Adelheid van Sleeswijk- Holstein-Sonderburg-Glücksburg (1885-1970)  | Victoria Adelheid van Sleeswijk- Holstein-Sonderburg-Glücksburg (1885-1970)  | Victoria Adelheid van Sleeswijk- Holstein-Sonderburg-Glücksburg (1885-1970)  | Victoria Adelheid van Sleeswijk- Holstein-Sonderburg-Glücksburg (1885-1970)  | Victoria Adelheid van Sleeswijk- Holstein-Sonderburg-Glücksburg (1885-1970)  |                                                                              |                                                                              |                                                                              |                                                                              |  |  |  |  |  |  |  |  |  |  |  |  |  |  |  |  |  |  |  |  |  |  |  |  |  |  |  |  |  |  |  |  |  |  |  |  |  |  |  |  |  |  |  |  |  |  |  |  |
|                                  |                                  |                                  |                                  |                                         |                                         |                                         |                                         |                                         |                                         | Gustaaf Adolf van Zweden (1906–1947) | Gustaaf Adolf van Zweden (1906–1947) | Gustaaf Adolf van Zweden (1906–1947) | Gustaaf Adolf van Zweden (1906–1947) | Gustaaf Adolf van Zweden (1906–1947)           | Gustaaf Adolf van Zweden (1906–1947)           |                                                |                                                |                                                |                                                |                                           |                                           |                                           |                                           |                                           |                                           |                                 |                                 |                                 |                                 |                                |                                |                                                     |                                                     |                                                     |                                                     |                                                     |                                                     | Sybilla van Saksen-Coburg en Gotha (1908-1972) | Sybilla van Saksen-Coburg en Gotha (1908-1972) | Sybilla van Saksen-Coburg en Gotha (1908-1972) | Sybilla van Saksen-Coburg en Gotha (1908-1972) | Sybilla van Saksen-Coburg en Gotha (1908-1972)                               | Sybilla van Saksen-Coburg en Gotha (1908-1972)                               |                                                                              |                                                                              |                                                                              |                                                                              |                                                                              |                                                                              |                                                                              |                                                                              |                                                                              |                                                                              |  |  |  |  |  |  |  |  |  |  |  |  |  |  |  |  |  |  |  |  |  |  |  |  |  |  |  |  |  |  |  |  |  |  |  |  |  |  |  |  |  |  |  |  |  |  |  |  |
|                                  |                                  |                                  |                                  |                                         |                                         |                                         |                                         |                                         |                                         | Gustaaf Adolf van Zweden (1906–1947) | Gustaaf Adolf van Zweden (1906–1947) | Gustaaf Adolf van Zweden (1906–1947) | Gustaaf Adolf van Zweden (1906–1947) | Gustaaf Adolf van Zweden (1906–1947)           | Gustaaf Adolf van Zweden (1906–1947)           |                                                |                                                |                                                |                                                |                                           |                                           |                                           |                                           |                                           |                                           |                                 |                                 |                                 |                                 |                                |                                |                                                     |                                                     |                                                     |                                                     |                                                     |                                                     | Sybilla van Saksen-Coburg en Gotha (1908-1972) | Sybilla van Saksen-Coburg en Gotha (1908-1972) | Sybilla van Saksen-Coburg en Gotha (1908-1972) | Sybilla van Saksen-Coburg en Gotha (1908-1972) | Sybilla van Saksen-Coburg en Gotha (1908-1972)                               | Sybilla van Saksen-Coburg en Gotha (1908-1972)                               |                                                                              |                                                                              |                                                                              |                                                                              |                                                                              |                                                                              |                                                                              |                                                                              |                                                                              |                                                                              |  |  |  |  |  |  |  |  |  |  |  |  |  |  |  |  |  |  |  |  |  |  |  |  |  |  |  |  |  |  |  |  |  |  |  |  |  |  |  |  |  |  |  |  |  |  |  |  |
|                                  |                                  |                                  |                                  |                                         |                                         |                                         |                                         |                                         |                                         |                                      |                                      |                                      |                                      |                                                |                                                |                                                |                                                |                                                |                                                |                                           |                                           |                                           |                                           |                                           |                                           |                                 |                                 |                                 |                                 |                                |                                |                                                     |                                                     |                                                     |                                                     |                                                     |                                                     |                                                |                                                |                                                |                                                |                                                                              |                                                                              |                                                                              |                                                                              |                                                                              |                                                                              |                                                                              |                                                                              |                                                                              |                                                                              |                                                                              |                                                                              |  |  |  |  |  |  |  |  |  |  |  |  |  |  |  |  |  |  |  |  |  |  |  |  |  |  |  |  |  |  |  |  |  |  |  |  |  |  |  |  |  |  |  |  |  |  |  |  |
|                                  |                                  |                                  |                                  |                                         |                                         |                                         |                                         |                                         |                                         |                                      |                                      |                                      |                                      |                                                |                                                |                                                |                                                |                                                |                                                |                                           |                                           |                                           |                                           |                                           |                                           |                                 |                                 |                                 |                                 |                                |                                |                                                     |                                                     |                                                     |                                                     |                                                     |                                                     |                                                |                                                |                                                |                                                |                                                                              |                                                                              |                                                                              |                                                                              |                                                                              |                                                                              |                                                                              |                                                                              |                                                                              |                                                                              |                                                                              |                                                                              |  |  |  |  |  |  |  |  |  |  |  |  |  |  |  |  |  |  |  |  |  |  |  |  |  |  |  |  |  |  |  |  |  |  |  |  |  |  |  |  |  |  |  |  |  |  |  |  |
|                                  |                                  |                                  |                                  | Margaretha van Zweden (1934-heden)      | Margaretha van Zweden (1934-heden)      | Margaretha van Zweden (1934-heden)      | Margaretha van Zweden (1934-heden)      | Margaretha van Zweden (1934-heden)      | Margaretha van Zweden (1934-heden)      |                                      |                                      |                                      |                                      | Birgitta van Zweden (1937-2024)                | Birgitta van Zweden (1937-2024)                | Birgitta van Zweden (1937-2024)                | Birgitta van Zweden (1937-2024)                | Birgitta van Zweden (1937-2024)                | Birgitta van Zweden (1937-2024)                |                                           |                                           |                                           |                                           | Désirée van Zweden (1938-heden)           | Désirée van Zweden (1938-heden)           | Désirée van Zweden (1938-heden) | Désirée van Zweden (1938-heden) | Désirée van Zweden (1938-heden) | Désirée van Zweden (1938-heden) |                                |                                |                                                     |                                                     | Christina van Zweden (1943-heden)                   | Christina van Zweden (1943-heden)                   | Christina van Zweden (1943-heden)                   | Christina van Zweden (1943-heden)                   | Christina van Zweden (1943-heden)              | Christina van Zweden (1943-heden)              |                                                |                                                |                                                                              |                                                                              | Carl XVI Gustaf van Zweden (1946-heden)                                      | Carl XVI Gustaf van Zweden (1946-heden)                                      | Carl XVI Gustaf van Zweden (1946-heden)                                      | Carl XVI Gustaf van Zweden (1946-heden)                                      | Carl XVI Gustaf van Zweden (1946-heden)                                      | Carl XVI Gustaf van Zweden (1946-heden)                                      |                                                                              |                                                                              |                                                                              |                                                                              |  |  |  |  |  |  |  |  |  |  |  |  |  |  |  |  |  |  |  |  |  |  |  |  |  |  |  |  |  |  |  |  |  |  |  |  |  |  |  |  |  |  |  |  |  |  |  |  |

Erik VI · Olaf II · Anund Jacob · Emund · Stenkil · Erik VII · Erik VIII · Halsten · Haakon · Inge I · Sven · Erik Årsäll · Filips · Inge II · Ragnvald · Magnus · Sverker I · Erik IX · Karel VII · Knoet I · Sverker II · Erik X · Johan I · Erik XI · Knoet II · Waldemar I · Magnus I · Birger I · Magnus II · Albrecht · Margaretha · Erik XIII · Christoffel · Karel VIII · Christiaan I · Johan II · Christiaan II · Gustaaf I · Erik XIV · Johan III · Sigismund · Karel IX · Gustaaf II Adolf · Christina · Karel X Gustaaf · Karel XI · Karel XII · Ulrike Eleonora · Frederik · Adolf Frederik · Gustaaf III · Gustaaf IV Adolf · Karel XIII · Karel XIV Johan · Oscar I · Karel XV · Oscar II · Gustaaf V · Gustaaf VI Adolf · Carl Gustaf XVI
Emmanuel (Andorra) · Josep-Lluís (Andorra) · Hamad (Bahrein) · Filip (België) · Jigme Khesar Namgyel Wangchuck  (Bhutan) · Hassanal Bolkiah (Brunei) · Norodom Sihamoni (Cambodja) · Charles III (Commonwealth realms) · Frederik X (Denemarken) · Naruhito (Japan) · Abdoellah II (Jordanië) · Meshaal (Koeweit) · Letsie III (Lesotho) · Hans Adam II (Liechtenstein) · Henri (Luxemburg) · Mohammed VI (Marokko) · Albert II (Monaco) · Willem-Alexander (Nederland) · Harald V (Noorwegen) · Haitham (Oman) · Tamim (Qatar) · Salman (Saoedi-Arabië) · Felipe VI (Spanje) · Mswati III (Swaziland) · Rama X (Thailand) · Tupou VI (Tonga) · Mohammed (Verenigde Arabische Emiraten) · Leo XIV (Vaticaan) · Carl Gustaf XVI (Zweden)
- Bibsys: 90632318
- Gemeinsame Normdatei: 119168014
- International Standard Name Identifier: 0000 0000 7860 7524
- KulturNav: 396953be-944b-4d08-ada9-3e4aeb566535
- Library of Congress Control Number: n79043923
- Nationale Bibliotheek van Letland: 000268889
- Nationale Bibliotheek van Tsjechië: xx0024481
- Nationale bibliotheek van Australië: 52304642
- Nationale Bibliotheek van Israël: 987013159093905171
- Istituto Centrale per il Catalogo Unico: VEAV069549
- LIBRIS: 217150
- Système universitaire de documentation: 058553584
- Trove: 1521281
- Virtual International Authority File: 66442200
- WorldCat: E39PBJcBYvcGgKbrvqXHCy7rbd